# Le Valtin
Le Valtin ist eine französische Gemeinde mit 74 Einwohnern (Stand 1. Januar 2022) im Département Vosges in der Region Grand Est (bis 2015 Lothringen). Sie gehört zum Arrondissement Saint-Dié-des-Vosges und zum Gemeindeverband Gérardmer Hautes Vosges.

## Geografie

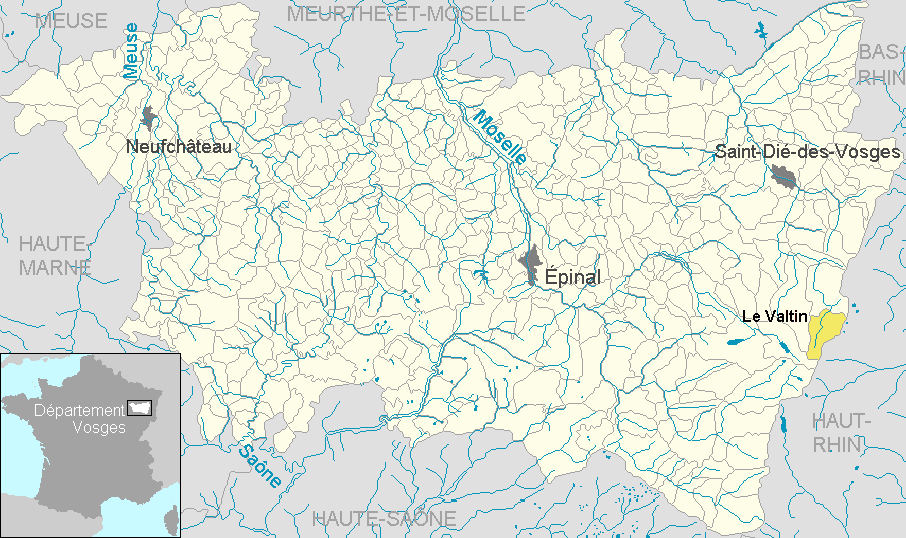
Lage der Gemeinde Le Valtin im Département Vosges

Die Gemeinde Le Valtin liegt zwölf Kilometer nordöstlich von Gérardmer und etwa 35 Kilometer westlich der Stadt Colmar (Luftlinie). Das Dorf erstreckt sich im äußersten Osten des Departements in den südwestlichen Vogesen. Die östliche Gemeindegrenze zum Elsass befindet sich auf dem Vogesenkamm, der hier mit den Gipfeln Gazon du Faing, Tanet und Le Wurzelstein über 1200 Meter Meereshöhe erreicht.
Die Kirche und das Rathaus (Mairie) liegen auf 762 Metern Meereshöhe – Le Valtin ist damit die höchstgelegene Gemeinde Lothringens.
Das 19,63 km² große Gemeindegebiet umfasst den obersten Abschnitt des Meurthetales. Die Meurthe entspringt am Col de la Schlucht im Südzipfel der Gemeinde. Der 1139 m hohe Pass ist eine wichtige Verkehrsachse zwischen Elsass und Lothringen. Die Talmulde der Meurthe ist tief in die umgebenden Höhen eingeschnitten. Das Gemeindeareal ist überwiegend bewaldet, landwirtschaftliche Flächen in Tallagen beschränken sich auf Weideland; auch einige Lagen oberhalb von 1000 Metern sind unbewaldet und dienen als Sommerweiden für Schafe.
Das nach Norden öffnende Meurthetal und Höhen über 1000 Meter Meereshöhe gelten in den Vogesen als schneesicher.
Nachbargemeinden von Le Valtin sind Plainfaing im Norden, Soultzeren im Osten, Stosswihr im Südosten, Xonrupt-Longemer im Südwesten sowie Ban-sur-Meurthe-Clefcy im Nordwesten.

## Geschichte
Der Ortsname erschien als Sant Veltin erstmals urkundlich im Jahr 1472. Das Gebiet um Valtin unterstand dem Herzog von Lothringen. Der östliche Teil des damaligen Ortes mit weit verstreuten Höfen am Oberlauf der Kleinen Meurthe (Petite Meurthe) ist heute als Le Grand Valtin ein Ortsteil der Gemeinde Ban-sur-Meurthe-Clefcy. Aus dem Westteil (Petit-Valtin), einer Filiale der Landvogtei Saint-Dié und einer Pfarrstelle der Pfarrei in Fraize entstand die heutige Gemeinde Le Valtin.
Valtin hatte zunächst nur eine Kapelle, eine Gründung der Herren zu Rappoltstein. Die 1704 erbaute Kirche wurde dem Heiligen Sylvester geweiht. Sie war Teil der Diözese und des Dekanates von Saint-Die.
Die Mairie (Rathaus und ehemaliges Knabenschulgebäude) wurde 1820 gebaut, der Bau der Mädchenschule folgte 1864.

### Bevölkerungsentwicklung
| Jahr      | 1962 | 1968 | 1975 | 1982 | 1990 | 1999 | 2011 | 2021 |
| --------- | ---- | ---- | ---- | ---- | ---- | ---- | ---- | ---- |
| Einwohner | 112  | 115  | 90   | 87   | 101  | 98   | 89   | 74   |

Im Jahr 1841 wurde mit 564 Bewohnern die bisher höchste Einwohnerzahl ermittelt. Die Zahlen basieren auf den Daten von cassini.ehess und INSEE.

## Sehenswürdigkeiten
- Kirche Saint-Sylvestre aus dem Jahr 1704
- Kapelle Notre-Dame-des-Chaumes am Col de la Schlucht (1959/60)
- Quelle der Meurthe

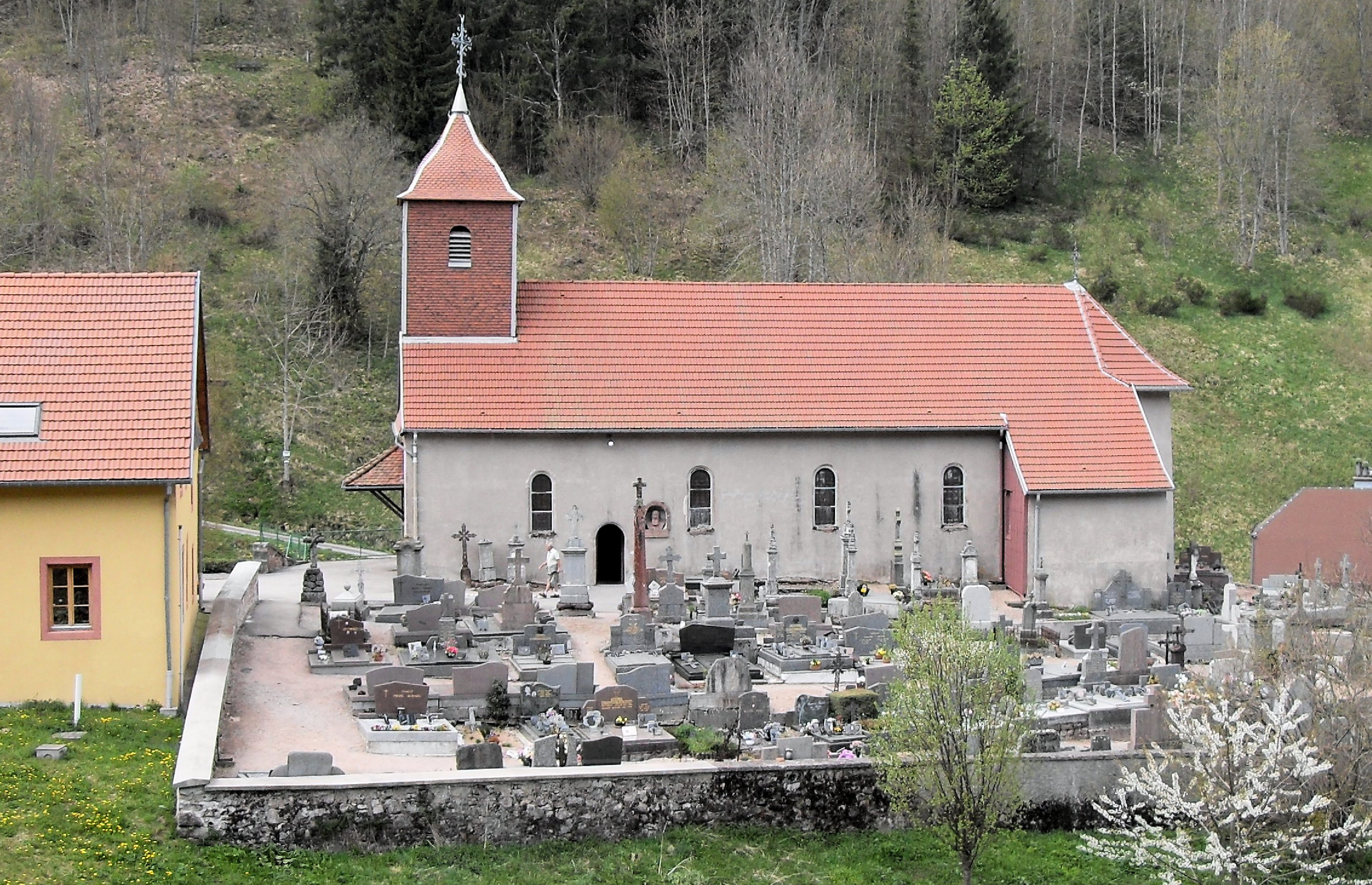
Südostseite der Kirche
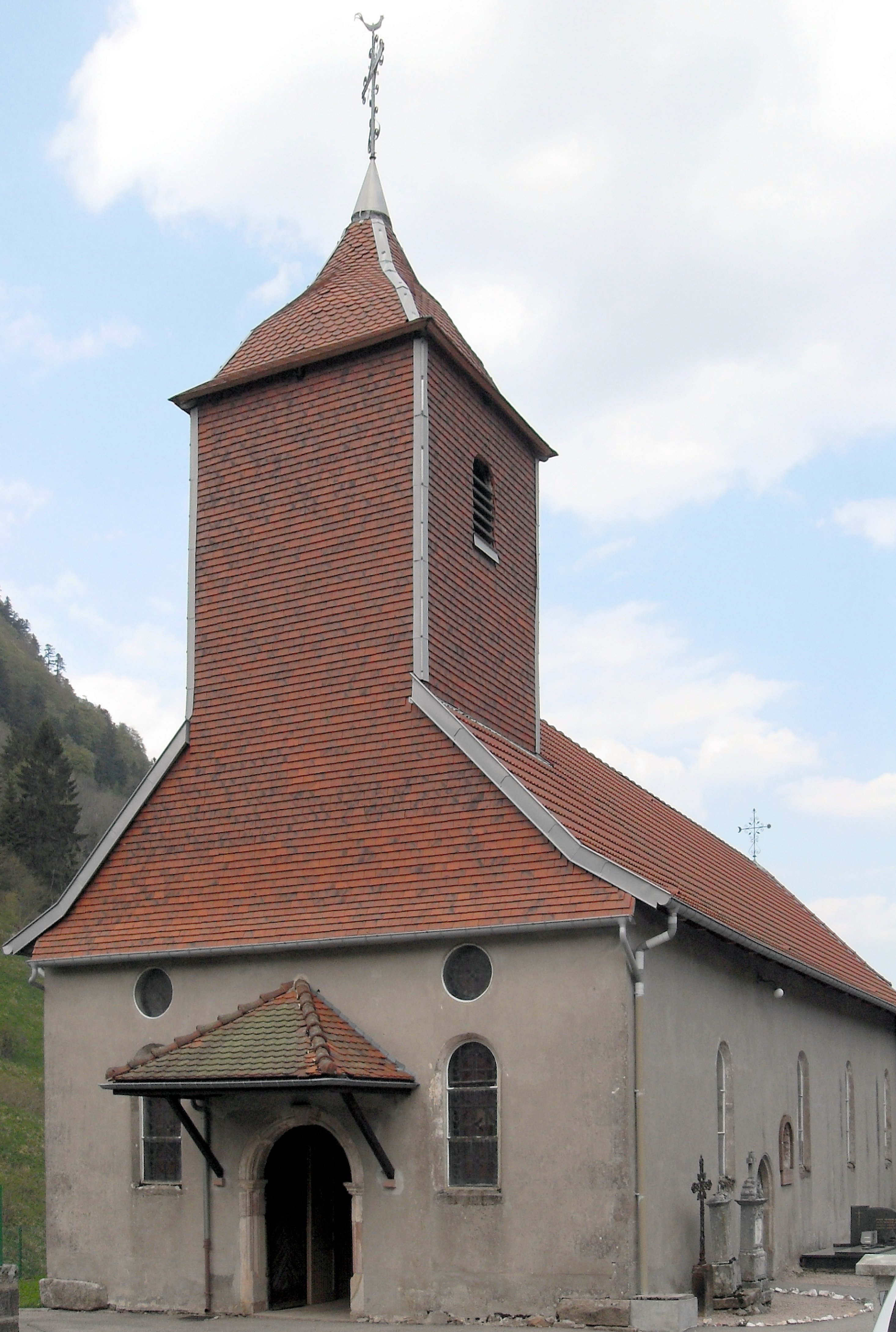
Südwestseite der Kirche
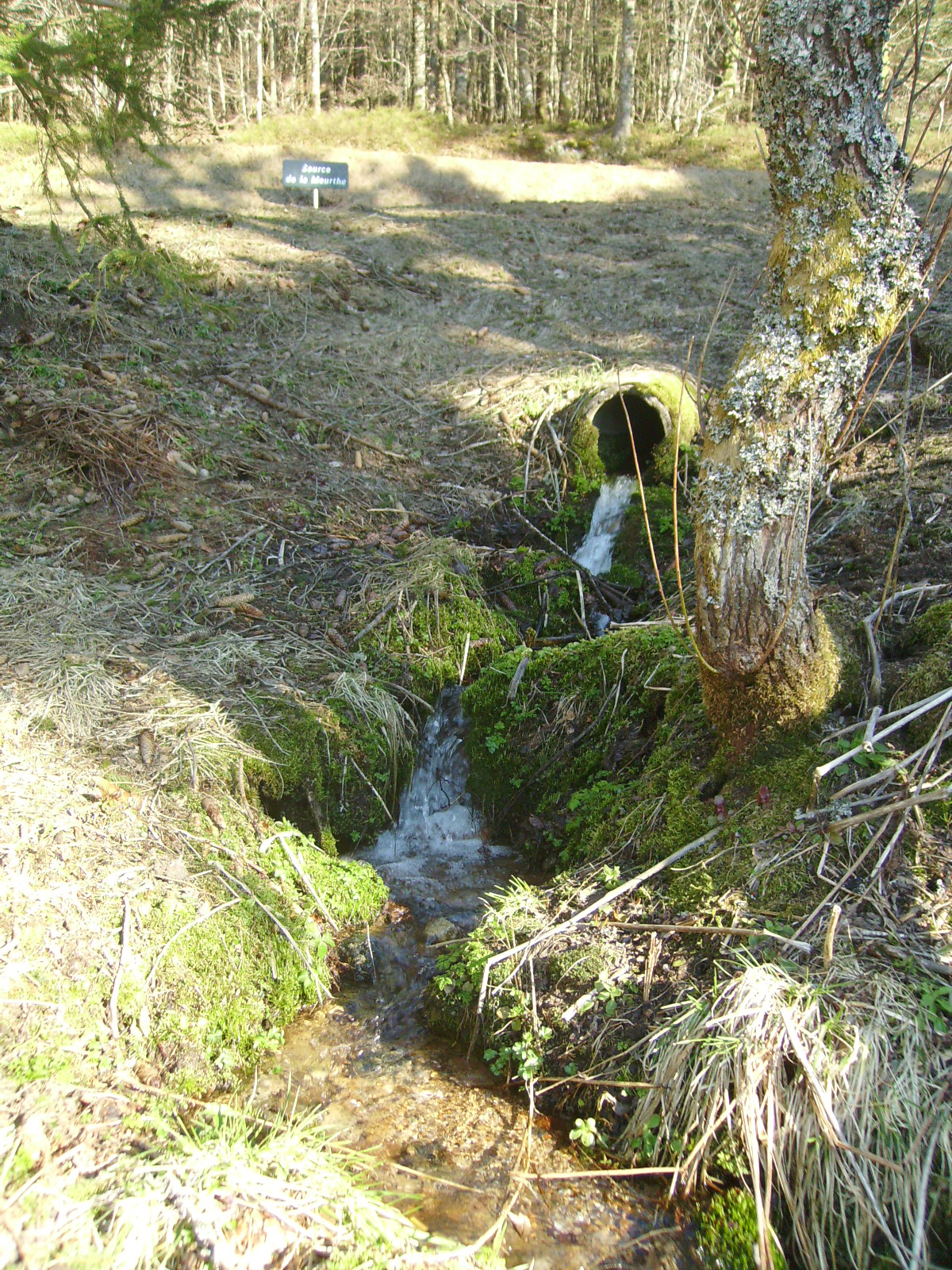
Meurthequelle

## Wirtschaft und Infrastruktur
Die Landwirtschaft spielt im oberen Meurthegebiet heute nur noch eine untergeordnete Rolle. In der Gemeinde sind fünf Landwirtschaftsbetriebe ansässig (Anbau von Heilpflanzen, Zucht von Pferden, Schafen und Ziegen). Durch den Waldreichtum in den Vogesen hat die Forstwirtschaft eine lange Tradition. Haupterwerbszweig in der Gemeinde ist heute der Tourismus. Zahlreiche Hotels und Pensionen werden insbesondere in den Wintermonaten gebucht (Skigebiete Col de la Schlucht, Grand Valtin-Vimbar und Hautes-Navières mit mehreren Liften).
Le Valtin liegt zwischen den beiden Passstraßen über den Col de la Schlucht und über den Col du Bonhomme. Eine weitere Straße verbindet Le Valtin über Xonrupt-Longemer mit Gérardmer. Wenige Höhenmeter unterhalb des Vogesenkammes verläuft die Touristenstraße Route des Crêtes, auf der im Winter teilweise Langlaufloipen gespurt werden.

## Belege
1. ↑  Le Valtin auf vosges-archives.com. (PDF; 86 kB) Archiviert vom Original (nicht mehr online verfügbar) am 4. März 2016; abgerufen am 18. Juni 2011 (französisch).  Info: Der Archivlink wurde automatisch eingesetzt und noch nicht geprüft. Bitte prüfe Original- und Archivlink gemäß Anleitung und entferne dann diesen Hinweis.
2. ↑  Le Valtin auf cassini.ehess.fr
3. ↑  Le Valtin auf insee.fr
4. ↑  Landwirtschaftsbetriebe auf annuaire-mairie.fr (französisch)